# Port lotniczy Curaçao
Port lotniczy Curaçao, Curaçao International Airport (hist. Hato International Airport, Dr. Albert Plesman International Airport, IATA: CUR, ICAO: TNCC) – międzynarodowy port lotniczy położony 10 km na północny zachód od centrum Willemstad, na wyspie Curaçao (terytorium autonomiczne Holandii).

## Kierunki lotów i linie lotnicze
| Linia Lotnicza             | Kierunek                                                                  |
| -------------------------- | ------------------------------------------------------------------------- |
| Air Canada Rouge           | 1. Toronto-Pearson Sezonowo: 1. Montreal-Trudeau                          |
| Air Century                | 1. Punta Cana (od 15 grudnia 2023) 2. Santo Domingo–La Isabela            |
| Albatros Airlines          | 1. Las Piedras 2. Valencia                                                |
| American Airlines          | 1. Miami Sezonowo: 1. Charlotte                                           |
| Arajet                     | 1. Santo Domingo–Las Américas                                             |
| Avianca                    | 1. Bogota                                                                 |
| Avior Airlines             | 1. Caracas                                                                |
| Azul Linhas Aéreas         | 1. Belo Horizonte                                                         |
| Caribbean Airlines         | 1. Port of Spain                                                          |
| Copa Airlines              | 1. Panama                                                                 |
| Corendon Dutch Airlines    | 1. Amsterdam (od 3 listopada 2023)                                        |
| Delta Air Lines            | 1. Atlanta (od 16 grudnia 2023)                                           |
| Divi Divi Air              | 1. Aruba 2. Bonaire                                                       |
| EZAir                      | 1. Aruba 2. Barranquilla 3. Bonaire 4. Medellín                           |
| Jetair Caribbean           | 1. Aruba 2. Bonaire 3. Kingston 4. Medellín 5. Paramaribo 6. Sint Maarten |
| JetBlue Airways            | 1. Nowy Jork-JFK                                                          |
| KLM                        | 1. Amsterdam                                                              |
| LASER Airlines             | 1. Caracas                                                                |
| Sky High Aviation Services | 1. Santo Domingo–Las Américas                                             |
| Surinam Airways            | 1. Paramaribo                                                             |
| TUI fly Netherlands        | 1. Amsterdam                                                              |
| United Airlines            | Sezonowo: 1. Newark                                                       |
| WestJet                    | Sezonowo: 1. Toronto-Pearson                                              |
| Winair                     | 1. Aruba 2. Sint Maarten                                                  |
| Wingo                      | 1. Bogota                                                                 |